# Valmeinier
Valmeinier es una comuna francesa situada en el departamento de Saboya, de la región de Auvernia-Ródano-Alpes.

## Demografía
| 228 | 154 | 102 | 105 | 257 | 395 | 509 | 406 | 510 |
| Para los censos de 1962 a 1999 la población legal corresponde a la población sin duplicidades (Fuente: INSEE [Consultar]) |     |     |     |     |     |     |     |     |